# Epidendrum biforatum
Epidendrum biforatum är en orkidéart som beskrevs av John Lindley. Epidendrum biforatum ingår i släktet Epidendrum och familjen orkidéer. Inga underarter finns listade i Catalogue of Life.